# إرهابيات (مسلسل)
مسلسل ارهابيات هو مسلسل كوميدي عرض عام 2001 على قناة أبو ظبي وهو من بطولة داوود حسين وحسن البلام وبدر الطيار وطيف. تدور احداث مسلسل عن شخصين هما داوود حسين الذي قام بتقليد ارئيل شارون وحسن البلام ايهود اولمرت وتدور احداث مسلسل عن إساءة لإسرائيل والمقصود بارهابيات هو دولة إسرائيل وهو مسلسل كوميدي وقد ارادت إسرائيل الانتقام من داوود ولكن دول العرب منعت من تكرار هذا ولكن قامت قناة فنون بعرض هذا مسلسل يومي في اسبوع عام 2010.

## وصلات خارجية
- إرهابيات على موقع قاعدة بيانات الأفلام العربية